# Étival-Clairefontaine
Étival-Clairefontaine là một xã thuộc tỉnh Vosges trong vùng Grand Est nước Pháp. Xã này có dân số năm 2007 là 2466 người, diện tích 27,12 km2.
Dân địa phương tiếng Pháp gọi là Stivaliens.

## Biến động dân số
| Năm | 1962 | 1968 | 1975 | 1982 | 1990 | 1999 |
| --- | ---- | ---- | ---- | ---- | ---- | ---- |
| Dân số | 2265 | 2305 | 2240 | 2231 | 2328 | 2401 |
| From the year 1962 on: No double counting—residents of multiple communes (e.g. students and military personnel) are counted only once. |      |      |      |      |      |      |